# Großer Preis von San Marino 1982
Der Große Preis von San Marino 1982 (offiziell 2º Gran Premio di San Marino) fand am 25. April auf dem Autodromo Dino Ferrari in Imola statt und war das vierte Rennen der Formel-1-Weltmeisterschaft 1982.

## Berichte

### Hintergrund
An den Fahrzeugen von Nelson Piquet und Keke Rosberg waren im Anschluss an den Großen Preis von Brasilien illegale Wassertanks festgestellt worden. Es wurde seitens der Teams behauptet, das darin enthaltene Wasser diene zur Kühlung der Bremsen. Tatsächlich wurde es jedoch genutzt, um den Wagen nach dem Rennen auf das vorgeschriebene Mindestgewicht von 580 Kilogramm zu bringen. Während des Rennens waren die Tanks leer und die Rennwagen demnach zu leicht gewesen. Die folgerichtige Entscheidung der FISA war daraufhin die Disqualifikation der beiden Piloten, die die Plätze eins und zwei erreicht hatten. Die betroffenen Teams Brabham und Williams, die beide der FOCA angehörten, sahen darin eine Provokation. Es wurde behauptet, die FISA habe durch die Maßnahme Alain Prost, der als Renault-Pilot einem der FISA nahestehenden Team angehörte, zum Sieger des Grand Prix machen wollen. Aus Protest gegen diese Maßnahme verständigte sich ein Großteil der vorwiegend britischen FOCA-Teams, den Großen Preis von San Marino zu boykottieren. Somit traten nur sieben Teams mit 14 Fahrzeugen zu dem Rennen an.
Unterdessen wurde Derek Daly als neuer Stammfahrer und somit Nachfolger von Carlos Reutemann von Williams unter Vertrag genommen, nachdem beim Großen Preis der USA West kurzfristig Mario Andretti eingesprungen war. Die Lücke, die Daly bei Theodore Racing hinterließ, sollte mit Geoff Lees überbrückt werden. Aufgrund des Boykotts des San-Marino-GP kam es dazu jedoch nicht.
Marc Surer war von den Verletzungen genesen, die er sich im Vorfeld der Saison bei Testfahrten in Südafrika zugezogen hatte. Er konnte somit seinen vertraglich zugesicherten Platz bei Arrows einnehmen. Sein Vertreter Brian Henton wechselte daraufhin zu Tyrrell, um Slim Borgudd zu ersetzen, der seine Formel-1-Karriere daraufhin beendete. Da auch Arrows dem Boykottaufruf folgte, wurde Surers Comeback auf den Großen Preis von Belgien vertagt.

### Training
Die Renault-Piloten René Arnoux und Prost belegten infolge des Trainingsergebnisses die erste Startreihe vor den beiden Ferrari 126C2 von Gilles Villeneuve und Didier Pironi. Michele Alboreto folgte auf dem fünften Startplatz vor den beiden Alfa-Romeo-Piloten Bruno Giacomelli und Andrea de Cesaris.

### Rennen
Während Arnoux das Rennen zunächst anführte, schied Prost bereits in der siebten Runde aufgrund eines Motorschadens aus.
Nachdem auch Arnoux in Runde 45 ebenfalls ausgefallen war, ergab sich in dem bis dahin aufgrund der geringen Teilnehmerzahl unspektakulären Rennen zur Freude der italienischen Zuschauer eine Ferrari-Doppelführung. In der Schlussphase kam unerwartet dennoch Spannung auf, da Pironi offenbar nicht bereit war, die Stallorder zu akzeptieren und dem führenden Villeneuve kampflos den Sieg zu überlassen. Er schloss zu seinem Teamkollegen auf. Die beiden Piloten überholten einander in der Schlussphase des Rennens mehrfach. Villeneuve ging jedoch fest davon aus, Pironis Absicht sei lediglich, dem Publikum gute Unterhaltung zu bieten und er würde ihm am Ende gemäß der Teamorder den Sieg überlassen. Demzufolge reagierte er überrascht und verärgert, als Pironi ihn in der letzten Runde erneut überholte und als Sieger die Ziellinie kreuzte.
Michele Alboreto wurde Dritter vor Jean-Pierre Jarier und Eliseo Salazar. Dessen Teamkollege Manfred Winkelhock wurde disqualifiziert, da sein Wagen nicht das geforderte Mindestgewicht aufwies, für Salazar war es die einzige Punkteplatzierung seiner Karriere. Teo Fabi wurde aufgrund seines Rückstandes von acht Runden auf den Sieger nicht gewertet. Kein weiterer Fahrer erreichte das Ziel.

## Meldeliste
| Team                       | Nr. | Fahrer             | Chassis        | Motor                    | Reifen |
| -------------------------- | --- | ------------------ | -------------- | ------------------------ | ------ |
| Team Tyrrell               | 03  | Michele Alboreto   | Tyrrell 011    | Ford Cosworth DFV 3.0 V8 | G      |
| Team Tyrrell               | 04  | Brian Henton       | Tyrrell 011    | Ford Cosworth DFV 3.0 V8 | G      |
| Team ATS                   | 09  | Manfred Winkelhock | ATS D5         | Ford Cosworth DFV 3.0 V8 | A      |
| Team ATS                   | 10  | Eliseo Salazar     | ATS D5         | Ford Cosworth DFV 3.0 V8 | A      |
| Équipe Renault Elf         | 15  | Alain Prost        | Renault RE30B  | Renault EF1 1.5 V6t      | M      |
| Équipe Renault Elf         | 16  | René Arnoux        | Renault RE30B  | Renault EF1 1.5 V6t      | M      |
| Marlboro Team Alfa Romeo   | 22  | Andrea de Cesaris  | Alfa Romeo 182 | Alfa Romeo 1260 3.0 V12  | M      |
| Marlboro Team Alfa Romeo   | 23  | Bruno Giacomelli   | Alfa Romeo 182 | Alfa Romeo 1260 3.0 V12  | M      |
| Scuderia Ferrari SpA SEFAC | 27  | Gilles Villeneuve  | Ferrari 126C2  | Ferrari 021 1.5 V6t      | G      |
| Scuderia Ferrari SpA SEFAC | 28  | Didier Pironi      | Ferrari 126C2  | Ferrari 021 1.5 V6t      | G      |
| Osella Squadra Corse       | 31  | Jean-Pierre Jarier | Osella FA1C    | Ford Cosworth DFV 3.0 V8 | P      |
| Osella Squadra Corse       | 32  | Riccardo Paletti   | Osella FA1C    | Ford Cosworth DFV 3.0 V8 | P      |
| Candy Toleman Motorsport   | 35  | Derek Warwick      | Toleman TG181C | Hart 415T 1.5 L4t        | P      |
| Candy Toleman Motorsport   | 36  | Teo Fabi           | Toleman TG181C | Hart 415T 1.5 L4t        | P      |

## Klassifikationen

### Qualifying
| Pos. | Fahrer             | Konstrukteur | Qualifikationstraining 1 | Qualifikationstraining 1 | Qualifikationstraining 2 | Qualifikationstraining 2 | Start |
| Pos. | Fahrer             | Konstrukteur | Zeit                     | Ø-Geschwindigkeit        | Zeit                     | Ø-Geschwindigkeit        | Start |
| ---- | ------------------ | ------------ | ------------------------ | ------------------------ | ------------------------ | ------------------------ | ----- |
| 01   | René Arnoux        | Renault      | 1:32,628                 | 195,880 km/h             | 1:29,765                 | 202,128 km/h             | 01    |
| 02   | Alain Prost        | Renault      | 1:31,169                 | 199,015 km/h             | 1:30,249                 | 201,044 km/h             | 02    |
| 03   | Gilles Villeneuve  | Ferrari      | 1:31,541                 | 198,206 km/h             | 1:30,717                 | 200,007 km/h             | 03    |
| 04   | Didier Pironi      | Ferrari      | 1:32,020                 | 197,175 km/h             | 1:32,779                 | 195,561 km/h             | 04    |
| 05   | Michele Alboreto   | Tyrrell-Ford | 1:34,480                 | 192,041 km/h             | 1:33,209                 | 194,659 km/h             | 05    |
| 06   | Bruno Giacomelli   | Alfa Romeo   | 1:35,214                 | 190,560 km/h             | 1:33,230                 | 194,615 km/h             | 06    |
| 07   | Andrea de Cesaris  | Alfa Romeo   | 1:33,879                 | 193,270 km/h             | 1:33,397                 | 194,267 km/h             | 07    |
| 08   | Derek Warwick      | Toleman-Hart | 1:34,062                 | 192,894 km/h             | 1:33,503                 | 194,047 km/h             | 08    |
| 09   | Jean-Pierre Jarier | Osella-Ford  | 1:34,715                 | 191,564 km/h             | 1:34,336                 | 192,334 km/h             | 09    |
| 10   | Teo Fabi           | Toleman-Hart | 1:42,529                 | 176,965 km/h             | 1:34,647                 | 191,702 km/h             | 10    |
| 11   | Brian Henton       | Tyrrell-Ford | 1:36,100                 | 188,803 km/h             | 1:35,262                 | 190,464 km/h             | 11    |
| 12   | Manfred Winkelhock | ATS-Ford     | 1:36,155                 | 188,695 km/h             | 1:35,790                 | 189,414 km/h             | 12    |
| 13   | Riccardo Paletti   | Osella-Ford  | 1:37,999                 | 185,145 km/h             | 1:36,228                 | 188,552 km/h             | 13    |
| 14   | Eliseo Salazar     | ATS-Ford     | 1:41,255                 | 179,191 km/h             | 1:36,434                 | 188,149 km/h             | 14    |

### Rennen
| Pos. | Fahrer             | Konstrukteur | Runden | Stopps | Zeit        | Start | Schnellste Runde |
| ---- | ------------------ | ------------ | ------ | ------ | ----------- | ----- | ---------------- |
| 01   | Didier Pironi      | Ferrari      | 60     | 0      | 1:36:38,887 | 04    | 1:35,036 (44.)   |
| 02   | Gilles Villeneuve  | Ferrari      | 60     | 0      | + 0,366     | 03    | 1:35,136         |
| 03   | Michele Alboreto   | Tyrrell-Ford | 60     | 0      | + 1:07,684  | 05    | 1:36,312         |
| 04   | Jean-Pierre Jarier | Osella-Ford  | 59     | 0      | + 1 Runde   | 09    | 1:36,884         |
| 05   | Eliseo Salazar     | ATS-Ford     | 57     | 1      | + 3 Runden  | 14    | 1:38,875         |
| –    | Teo Fabi           | Toleman-Hart | 52     | 1      | NC          | 10    | 1:38,423         |
| –    | René Arnoux        | Renault      | 44     | 0      | DNF         | 01    | 1:35,313         |
| –    | Bruno Giacomelli   | Alfa Romeo   | 24     | 0      | DNF         | 06    | 1:37,218         |
| –    | Riccardo Paletti   | Osella-Ford  | 7      | 0      | DNF         | 13    | 1:48,234         |
| –    | Alain Prost        | Renault      | 3      | 0      | DNF         | 02    | 1:37,734         |
| –    | Andrea de Cesaris  | Alfa Romeo   | 3      | 1      | DNF         | 07    | 1:46,445         |
| –    | Brian Henton       | Tyrrell-Ford | 0      | 0      | DNF         | 11    | –                |
| DNS  | Derek Warwick      | Toleman-Hart | –      | –      | –           | 08    | –                |
| DSQ  | Manfred Winkelhock | ATS-Ford     | 54     | 1      | –           | 12    | 1:37,919         |

## WM-Stände nach dem Rennen
Für die ersten sechs des Rennens waren 9, 6, 4, 3, 2 bzw. 1 Punkt(e) vorgesehen. Da nur fünf Fahrer das Ziel erreichten, wurden auch nur bis dort Punkte verteilt. In der Fahrerwertung wurden die besten elf Resultate, in der Konstrukteurswertung alle Resultate gewertet.

### Fahrerwertung
| Pos. | Fahrer             | Konstrukteur  | Punkte |
| ---- | ------------------ | ------------- | ------ |
| 01   | Alain Prost        | Renault       | 18     |
| 02   | Niki Lauda         | McLaren-Ford  | 12     |
| 03   | Didier Pironi      | Ferrari       | 10     |
| 04   | Michele Alboreto   | Tyrrell-Ford  | 10     |
| 05   | John Watson        | McLaren-Ford  | 8      |
| 06   | Keke Rosberg       | Williams-Ford | 8      |
| 07   | Carlos Reutemann   | Williams-Ford | 6      |
| 08   | Gilles Villeneuve  | Ferrari       | 6      |
| 09   | Riccardo Patrese   | Brabham-Ford  | 4      |
| 10   | René Arnoux        | Renault       | 4      |
| 11   | Nigel Mansell      | Lotus-Ford    | 4      |
| 12   | Jean-Pierre Jarier | Osella-Ford   | 3      |
| 13   | Elio de Angelis    | Lotus-Ford    | 2      |
| 14   | Eliseo Salazar     | ATS-Ford      | 2      |
| 15   | Manfred Winkelhock | ATS-Ford      | 2      |
| 16   | Slim Borgudd       | Tyrrell-Ford  | 0      |

| Pos. | Fahrer            | Konstrukteur               | Punkte |
| ---- | ----------------- | -------------------------- | ------ |
| 17   | Jochen Mass       | March-Ford                 | 0      |
| 18   | Raul Boesel       | March-Ford                 | 0      |
| 19   | Mauro Baldi       | Arrows-Ford                | 0      |
| 20   | Bruno Giacomelli  | Alfa Romeo                 | 0      |
| 21   | Andrea de Cesaris | Alfa Romeo                 | 0      |
| 22   | Derek Daly        | Theodore-Ford              | 0      |
| –    | Chico Serra       | Fittipaldi-Ford            | 0      |
| –    | Jacques Laffite   | Ligier-Matra               | 0      |
| –    | Derek Warwick     | Toleman-Hart               | 0      |
| –    | Eddie Cheever     | Ligier-Matra               | 0      |
| –    | Nelson Piquet     | Brabham-Ford               | 0      |
| –    | Brian Henton      | Arrows-Ford / Tyrrell-Ford | 0      |
| –    | Roberto Guerrero  | Ensign-Ford                | 0      |
| –    | Mario Andretti    | Williams-Ford              | 0      |
| –    | Teo Fabi          | Toleman-Hart               | 0      |
| –    | Riccardo Paletti  | Osella-Ford                | 0      |

### Konstrukteurswertung
| Pos. | Konstrukteur  | Punkte |
| ---- | ------------- | ------ |
| 01   | Renault       | 22     |
| 02   | McLaren-Ford  | 20     |
| 03   | Ferrari       | 16     |
| 04   | Williams-Ford | 14     |
| 05   | Tyrrell-Ford  | 10     |
| 06   | Lotus-Ford    | 6      |
| 07   | ATS-Ford      | 4      |
| 08   | Brabham-Ford  | 4      |
| 09   | Osella-Ford   | 3      |

| Pos. | Konstrukteur    | Punkte |
| ---- | --------------- | ------ |
| 10   | March-Ford      | 0      |
| 11   | Arrows-Ford     | 0      |
| 12   | Alfa Romeo      | 0      |
| 13   | Theodore-Ford   | 0      |
| 14   | Fittipaldi-Ford | 0      |
| –    | Ligier-Matra    | 0      |
| –    | Toleman-Hart    | 0      |
| –    | Ensign-Ford     | 0      |